# Tadeusz Kosicki

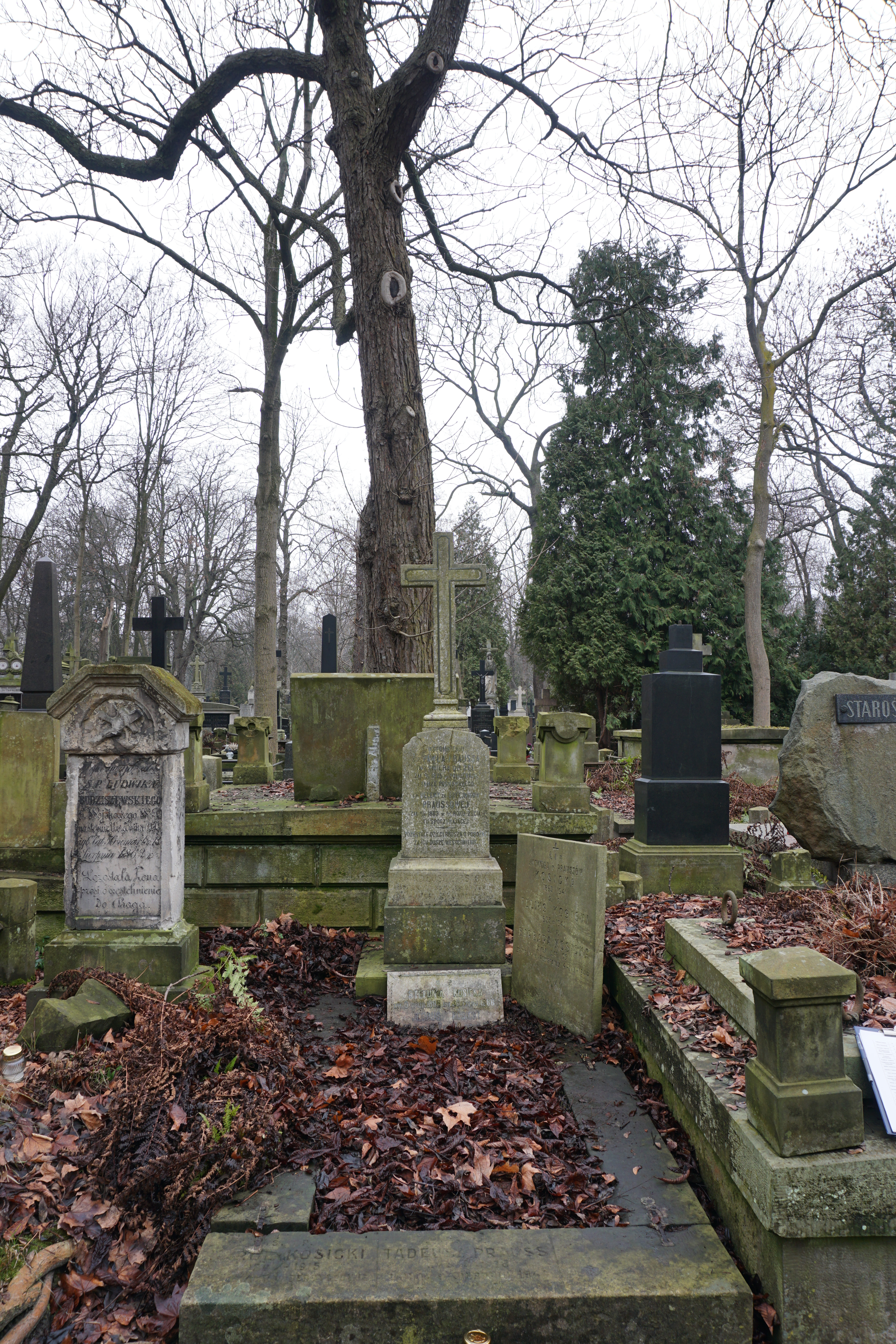
Grób Tadeusza Kosickiego na cmentarzu Powązkowskim

Tadeusz Feliks Kosicki h. Samson-Watta (ur. 30 maja 1891 w Warszawie, zm. 11 lutego 1934 w Otwocku) – kapitan administracji Wojska Polskiego.

## Życiorys
Po zakończeniu I wojny światowej i odzyskaniu przez Polskę niepodległości został przyjęty do Wojska Polskiego. Został awansowany do stopnia porucznika korpusie oficerów zawodowych administracji, dział kancelaryjny ze starszeństwem z dniem 1 grudnia 1922. W 1924 był oficerem w Kierownictwie Rejonu Inżynierii i Saperów w Dęblinie. Później awansowany do stopnia kapitana ze starszeństwem z dniem 1 stycznia 1933 i przeniesiony w stan spoczynku; w 1934 pozostawał wówczas w ewidencji Powiatowej Komendy Uzupełnień Warszawa Miasto III.
Kształcił się w Akademii Sztuk Pięknych w Monachium.
Zmarł 11 lutego 1934 w Otwocku. Został pochowany 15 lutego 1934 na cmentarzu Powązkowskim w Warszawie (kwatera 33-3-18). Był żonaty, miał córki.

## Ordery i odznaczenia
- Medal Niepodległości (9 listopada 1933)[6]
- Srebrny Krzyż Zasługi (18 marca 1932)[7]
- Medal Pamiątkowy za Wojnę 1918–1921
- Medal Dziesięciolecia Odzyskanej Niepodległości
- Medal Zwycięstwa
- Złoty krzyż Pro Ecclesia et Pontifice